# Priroda
 Ovo je glavno značenje pojma Priroda. Za časopis pogledajte Priroda (časopis).
Priroda je, u najširem smislu, ekvivalent za prirodni, fizički ili materijalni svijet ili svemir. Priroda označava fenomene fizičkog svijeta, ali i život uopće. Njezin raspon seže od subatomskog do kozmičkog.
Latinska riječ za prirodu ili narav jest natura, tj. "esencijalne kvalitete, urođena dispozicija", a u drevna je vremena doslovce značila "rođenje". Natura je bila latinski prijevod grčke riječi physis (φύσις), koja se izvorno povezivala s intrinzičnim karakteristikama koje biljke, životinje i ostale osobine svijeta razvijaju u skladu sa sobom. Koncept prirode u cjelini, fizički svemir, jedan je od nekoliko proširenja izvorne ideje; predsokratski filozofi počeli su primjenjivati riječ φύσις u određenom jezgrovitom značenju i otada je ona počela stjecati svoje značenje. Ova je uporaba bila potvrđena dolaskom moderne znanstvene metode tijekom posljednjih nekoliko stoljeća.
Danas u raznim uporabama ove riječi "priroda" često označava geologiju i divljinu. Priroda može označivati opće carstvo raznih tipova živućih biljaka i životinja, a u nekim slučajevima procese povezane s neživim objektima – način na koji pojedini tipovi stvari postoje i mijenjaju se u skladu sa sobom, poput vremena i geologije Zemlje te materije i energije od kojih su sve stvari sastavljene. Često se pod prirodom razumijeva "prirodni okoliš" ili divljina koju čine divlje životinje, stijene, šume, plaže i općenito sve stvari koje nisu znatno izmijenjene čovječjom intervencijom ili one koje traju usprkos čovječjoj intervenciji. Primjerice, izrađeni predmeti i čovječja interakcija općenito se ne smatraju dijelom prirode osim ako nisu, primjerice, označeni kao "čovječja priroda" ili "čitava priroda". Ovaj tradicionalniji koncept prirodnih stvari, koji se još može sresti, implicira razlikovanje prirodnog i umjetnog tako da se umjetno razumijeva kao ono što je nastalo čovječjom sviješću ili čovječjim umom. Ovisno o pojedinom kontekstu pojam "prirodan" ili "naravan" može se također razlikovati od neprirodnog (nenaravnog), natprirodnog (nadnaravnog) ili sintetskog.

## Galerija
- spiralna galaksija
- valovi
- tornado
- jezero Mapourika na Novom Zelandu
- biogradska šuma u Crnoj Gori

## Više informacija
- prirodne znanosti

## Vanjske poveznice
- Zakon o zaštiti prirode Republike Hrvatske iz 2005. godine